# Француска дијаспора
Француска дијаспора обухвата све Французе и лица француског порекла која живе ван Француске. Земље са значајним бројем чланова француске дијаспоре укључују САД, Канаду, Аустралију и неколико земаља Латинске Америке. Од 2009. године процењује се да дијаспора укључује преко 100 милиона људи, знатно више од броја француских држављана који живе у иностранству, који износи око 2 милиона.

## Историја
Неколико догађаја довело је до емиграције из Француске. Француски протестанти Хугеноти напуштали су Француску у 16. веку, тренд који је драматично порастао након укидања Нантског едикта 1685. године. Француска колонизација, посебно у Америци, била је истакнута крајем 17. и 18. века. Крајем 18. века, француска емиграција (1789—1815) била је масовно покретање емиграната углавном у суседне европске земље, као резултат Француске револуције. Каснијих година, емиграција је често била повезана са економским условима. Од 1847. до 1857. године, готово 200.000 француских држављана емигрирало је у иностранство. Од 1821. до 1920. године, око 121.000 Баскија и мештана из француске провинције Берн емигрирало је у САД
Између 1848. и 1939. године, милион људи са француским пасошима емигрирало је у друге земље. На западној хемисфери, главне заједнице француског порекла налазе се у Сједињеним Државама, Канади и Аргентини. Велике групе се такође налазе у Бразилу, Чилеу, Уругвају и Аустралији.
| Европа             | 12.278 | 23,66% |
| Алжир              | 17.823 | 34,35% |
| Остале земље       | 1.295  | 2,5%   |
| Северна Америка    | 9.999  | 19,27% |
| Јужна Америка      | 10.252 | 19,77% |
| Аустралија         | 121    | 0,23%  |
| Канада             | 33     | 0,06%  |
| Француске колоније | 86     | 0,16%  |
| Укупно             | 51.887 | 100%   |

| Французи у иностранству од 1861. до 1931. године | Французи у иностранству од 1861. до 1931. године | Французи у иностранству од 1861. до 1931. године | Французи у иностранству од 1861. до 1931. године | Французи у иностранству од 1861. до 1931. године | Французи у иностранству од 1861. до 1931. године |
| Држава                                           | 1861                                             | 1881-6                                           | 1901                                             | 1911                                             | 1931                                             |
| ------------------------------------------------ | ------------------------------------------------ | ------------------------------------------------ | ------------------------------------------------ | ------------------------------------------------ | ------------------------------------------------ |
| Уједињено Краљевство                             | 13.000                                           | 26.600                                           | 22.450                                           | 32.000                                           | 15.000                                           |
| Џерзи                                            | 2.780                                            |                                                  |                                                  |                                                  |                                                  |
| 8.100                                            | 8.500                                            | 7.000                                            |                                                  |                                                  |                                                  |
| Белгија                                          | 35.000                                           | 52.000                                           | 56.580                                           | 80.000                                           | 80.000                                           |
| Русија                                           | 2.479                                            | 5.760                                            | 8.000                                            | 12.000                                           | 1.500                                            |
| Немачка                                          | 6.429                                            | 1.756                                            | 20.480                                           | 19.000                                           | 15.000                                           |
| Швајцарска                                       | 45.000                                           | 54.260                                           | 58.520                                           | 64.000                                           | 40.000                                           |
| Италија                                          | 4.718                                            | 10.900                                           | 6.950                                            | 8.000                                            | 9.000                                            |
| Шпанија                                          | 10.642                                           | 17.600                                           | 20.560                                           | 20.000                                           | 20.000                                           |
| Укупно у Европи                                  | 128.000                                          | 185.000                                          | 220.000                                          | 269.000                                          | 220.000                                          |
| Египат                                           | 14.207                                           | 15.700                                           | 10.200                                           | 11.500                                           | 18.000                                           |
| Азија (углавном Кина)                            | 4.000                                            | 5.000                                            | 7.000                                            | 10.000                                           | 11.000                                           |
| Сједињене Државе                                 | 108.870                                          | 106.900                                          | 104.000                                          | 125.000                                          | 127.000                                          |
| Канада                                           | 3.173                                            | 4.400                                            | 7.900                                            | 25.000                                           | 21.000                                           |
| Мексико                                          |                                                  |                                                  |                                                  |                                                  |                                                  |
| 8.800                                            | 4.000                                            | 4.000                                            | 6.000                                            |                                                  |                                                  |
| Аргентина                                        | 9.196                                            | 20.000                                           | 24.100                                           | 10.000                                           | 40.000                                           |
| Бразил                                           | 592                                              | 28.000                                           | 12.000                                           | 14.000                                           | 14.000                                           |
| Чиле                                             | 4.650                                            | 6.198                                            | 17.800                                           | 20.000                                           | 9.000                                            |
| Уругвај                                          | 23.000                                           | 14.300                                           | 12.900                                           | 9.500                                            | 8.000                                            |
| Укупно у Јужној Америци                          | 56.000                                           | 92.000                                           | 130.000                                          | 138.000                                          | 113.000                                          |
| Укупно широм света                               | 318.000                                          | 426.000                                          | 495.000                                          | 600.000                                          | 535.000                                          |

| Држава                      | Популација   | Процентуално | Напомене                                                |
| --------------------------- | ------------ | ------------ | ------------------------------------------------------- |
| Французи у Северној Америци |              |              |                                                         |
| Канада                      | 11.879.715   | 33,78%       | (2011)                                                  |
| Мексико                     | 2.000.000    | 1,6%         | [ 7 ] [ 8 ]                                             |
| Сједињене Америчке Државе   | 11.800.000   | 4%           | [ 9 ]                                                   |
| Французи у Јужној Америци   |              |              |                                                         |
| Аргентина                   | 6.000.000    | 17%          | [ 10 ]                                                  |
| Колумбија                   | 1.350.000    | 11%          | [ 11 ]                                                  |
| Бразил                      | 1.000.000    | 0,5%         | [ 12 ]                                                  |
| Чиле                        | 900.000      | 5%           | [ 13 ]                                                  |
| Уругвај                     | 300.000      | 10%          | [ 14 ]                                                  |
| Перу                        | 255.000      | 0,8%         | [ 15 ]                                                  |
| Французи у Европи           |              |              |                                                         |
| Уједињено Краљевство        | 3.000.000    | 4,5%         | [ 16 ]                                                  |
| Белгија (Валонци)           | 6.200.000    | 40%          | [ 17 ]                                                  |
| Французи у Азији            |              |              |                                                         |
| Индија                      | 12.864       | 0,001%       | [ 18 ]                                                  |
| Либан                       | 21.428       | 0,4%         | [ 19 ]                                                  |
| Французи у Океанији         |              |              |                                                         |
| Аустралија                  | 110.399      | 0,5%         | [ 20 ]                                                  |
| Нова Каледонија             | 71.721       | 29,2%        | [ 21 ]                                                  |
| Нови Зеланд                 | 3.819        | 0,01%        | [ 22 ]                                                  |
| Французи у Африци           |              |              |                                                         |
| Мадагаскар                  | 123.954      | 0,618%       | [ 23 ] [ 24 ]                                           |
| Маурицијус                  | 24.000       | 2%           | [ 25 ]                                                  |
| Јужна Африка                | 380.000      | 2,5%         | 2,710,461 Африканаца од који су њих 13,9% полу-Французи |
| Укупно у дијаспори          | ~40.000.000  |              |                                                         |
| Француска Французи          | 66.000.000   |              | [ 28 ] [ 29 ]                                           |
| Укупно у свету              | ~106.000.000 |              |                                                         |

| Французи у иностранству од 1861. до 1931. године | Французи у иностранству од 1861. до 1931. године | Французи у иностранству од 1861. до 1931. године | Французи у иностранству од 1861. до 1931. године | Французи у иностранству од 1861. до 1931. године | Французи у иностранству од 1861. до 1931. године |
| Држава                                           | 1861                                             | 1881-6                                           | 1901                                             | 1911                                             | 1931                                             |
| ------------------------------------------------ | ------------------------------------------------ | ------------------------------------------------ | ------------------------------------------------ | ------------------------------------------------ | ------------------------------------------------ |
| Уједињено Краљевство                             | 13.000                                           | 26.600                                           | 22.450                                           | 32.000                                           | 15.000                                           |
| Џерзи                                            | 2.780                                            |                                                  |                                                  |                                                  |                                                  |
| 8.100                                            | 8.500                                            | 7.000                                            |                                                  |                                                  |                                                  |
| Белгија                                          | 35.000                                           | 52.000                                           | 56.580                                           | 80.000                                           | 80.000                                           |
| Русија                                           | 2.479                                            | 5.760                                            | 8.000                                            | 12.000                                           | 1.500                                            |
| Немачка                                          | 6.429                                            | 1.756                                            | 20.480                                           | 19.000                                           | 15.000                                           |
| Швајцарска                                       | 45.000                                           | 54.260                                           | 58.520                                           | 64.000                                           | 40.000                                           |
| Италија                                          | 4.718                                            | 10.900                                           | 6.950                                            | 8.000                                            | 9.000                                            |
| Шпанија                                          | 10.642                                           | 17.600                                           | 20.560                                           | 20.000                                           | 20.000                                           |
| Укупно у Европи                                  | 128.000                                          | 185.000                                          | 220.000                                          | 269.000                                          | 220.000                                          |
| Египат                                           | 14.207                                           | 15.700                                           | 10.200                                           | 11.500                                           | 18.000                                           |
| Азија (углавном Кина)                            | 4.000                                            | 5.000                                            | 7.000                                            | 10.000                                           | 11.000                                           |
| Сједињене Државе                                 | 108.870                                          | 106.900                                          | 104.000                                          | 125.000                                          | 127.000                                          |
| Канада                                           | 3.173                                            | 4.400                                            | 7.900                                            | 25.000                                           | 21.000                                           |
| Мексико                                          |                                                  |                                                  |                                                  |                                                  |                                                  |
| 8.800                                            | 4.000                                            | 4.000                                            | 6.000                                            |                                                  |                                                  |
| Аргентина                                        | 9.196                                            | 20.000                                           | 24.100                                           | 10.000                                           | 40.000                                           |
| Бразил                                           | 592                                              | 28.000                                           | 12.000                                           | 14.000                                           | 14.000                                           |
| Чиле                                             | 4.650                                            | 6.198                                            | 17.800                                           | 20.000                                           | 9.000                                            |
| Уругвај                                          | 23.000                                           | 14.300                                           | 12.900                                           | 9.500                                            | 8.000                                            |
| Укупно у Јужној Америци                          | 56.000                                           | 92.000                                           | 130.000                                          | 138.000                                          | 113.000                                          |
| Укупно широм света                               | 318.000                                          | 426.000                                          | 495.000                                          | 600.000                                          | 535.000                                          |

| Држава                      | Популација   | Процентуално | Напомене                                                |
| --------------------------- | ------------ | ------------ | ------------------------------------------------------- |
| Французи у Северној Америци |              |              |                                                         |
| Канада                      | 11.879.715   | 33,78%       | (2011)                                                  |
| Мексико                     | 2.000.000    | 1,6%         | [ 7 ] [ 8 ]                                             |
| Сједињене Америчке Државе   | 11.800.000   | 4%           | [ 9 ]                                                   |
| Французи у Јужној Америци   |              |              |                                                         |
| Аргентина                   | 6.000.000    | 17%          | [ 10 ]                                                  |
| Колумбија                   | 1.350.000    | 11%          | [ 11 ]                                                  |
| Бразил                      | 1.000.000    | 0,5%         | [ 12 ]                                                  |
| Чиле                        | 900.000      | 5%           | [ 13 ]                                                  |
| Уругвај                     | 300.000      | 10%          | [ 14 ]                                                  |
| Перу                        | 255.000      | 0,8%         | [ 15 ]                                                  |
| Французи у Европи           |              |              |                                                         |
| Уједињено Краљевство        | 3.000.000    | 4,5%         | [ 16 ]                                                  |
| Белгија (Валонци)           | 6.200.000    | 40%          | [ 17 ]                                                  |
| Французи у Азији            |              |              |                                                         |
| Индија                      | 12.864       | 0,001%       | [ 18 ]                                                  |
| Либан                       | 21.428       | 0,4%         | [ 19 ]                                                  |
| Французи у Океанији         |              |              |                                                         |
| Аустралија                  | 110.399      | 0,5%         | [ 20 ]                                                  |
| Нова Каледонија             | 71.721       | 29,2%        | [ 21 ]                                                  |
| Нови Зеланд                 | 3.819        | 0,01%        | [ 22 ]                                                  |
| Французи у Африци           |              |              |                                                         |
| Мадагаскар                  | 123.954      | 0,618%       | [ 23 ] [ 24 ]                                           |
| Маурицијус                  | 24.000       | 2%           | [ 25 ]                                                  |
| Јужна Африка                | 380.000      | 2,5%         | 2,710,461 Африканаца од који су њих 13,9% полу-Французи |
| Укупно у дијаспори          | ~40.000.000  |              |                                                         |
| Француска Французи          | 66.000.000   |              | [ 28 ] [ 29 ]                                           |
| Укупно у свету              | ~106.000.000 |              |                                                         |